# Episodi di Power Rangers Samurai (prima stagione)
La prima stagione della serie televisiva Power Rangers Samurai va in onda negli Stati Uniti dal 7 febbraio al 22 ottobre 2011 su Nickelodeon.
In Italia la messa in onda degli episodi è avvenuta su Italia 1 tutti i weekend a partire dall'11 settembre 2011. Dal 31 ottobre 2011 la serie va in replica su Boing che trasmette in prima visione assoluta gli ultimi tre episodi tra il 23 e il 25 novembre 2011.
| nº | Titolo originale         | Titolo italiano               | Prima TV USA     | Prima TV Italia   |
| -- | ------------------------ | ----------------------------- | ---------------- | ----------------- |
| 1  | The Team Unites          | Una squadra molto unita       | 7 febbraio 2011  | 11 settembre 2011 |
| 2  | Deal With a Nighlok      | Ladri di sogni                | 13 febbraio 2011 | 17 settembre 2011 |
| 3  | Day Off                  | Un giorno di vacanza          | 20 febbraio 2011 | 18 settembre 2011 |
| 4  | Sticks & Stone           | Il potere delle parole        | 27 febbraio 2011 | 24 settembre 2011 |
| 5  | A Fish Out of Water      | Un pesce fuor d'acqua         | 6 marzo 2011     | 25 settembre 2011 |
| 6  | There Go the Brides      | Il giorno delle spose         | 13 marzo 2011    | 1º ottobre 2011   |
| 7  | I've Got a Spell on Blue | Sortilegio                    | 20 marzo 2011    | 8 ottobre 2011    |
| 8  | Forest for the Trees     | Il potere della foresta       | 27 marzo 2011    | 9 ottobre 2011    |
| 9  | Test of the Leader       | Una prova per il Red Ranger   | 10 aprile 2011   | 15 ottobre 2011   |
| 10 | Jayden's Challenge       | Il Ranger solitario           | 17 aprile 2011   | 29 ottobre 2011   |
| 11 | Unexpected Arrival       | Un arrivo inaspettato         | 30 aprile 2011   | 30 ottobre 2011   |
| 12 | Room for One More        | Una vecchia amicizia          | 7 maggio 2011    | 5 novembre 2011   |
| 13 | The Blue and the Gold    | Un vero samurai               | 14 maggio 2011   | 6 novembre 2011   |
| 14 | Team Spirit              | Spirito di squadra            | 21 maggio 2011   | 12 novembre 2011  |
| 15 | The Tengen Gate          | I Power Rangers in difficoltà | 28 maggio 2011   | 13 novembre 2011  |
| 16 | Boxed In                 | La scatola nera               | 4 giugno 2011    | 19 novembre 2011  |
| 17 | Broken Dreams            | Sogni infranti                | 1º ottobre 2011  | 20 novembre 2011  |
| 18 | The Ultimate Duel        | Il duello finale              | 8 ottobre 2011   | 23 novembre 2011  |
| 19 | Origins, Part One        | Le origini                    | 15 ottobre 2011  | 24 novembre 2011  |
| 20 | Origins, Part Two        | Nuove esperienze              | 22 ottobre 2011  | 25 novembre 2011  |

## Una squadra molto unita
- Titolo Originale: The Team Unites
- Diretto da: Peter Salmon
- Scritto da: David Schinerder e James W. Bates

## Ladri di sogni
- Titolo Originale: Deal With a Nighlok
- Diretto da: Luke Robinson
- Scritto da: Jill Donnellan e Jonathan Rosenthal

## Un giorno di vacanza
- Titolo Originale:Day Off
- Diretto da: Luke Robinson
- Scritto da: Jill Donnellan e David Schneider

### Trama
Ji concede ai Ranger un giorno di vacanza, ma esso non va secondo i piani; infatti il Nighlok DreadHead attacca, ma senza successo. Jayden, deluso, cerca di padroneggiare lo zord scarabeo, ma non ci riesce e per questo non si unisce agli altri Ranger nel loro giorno libero. Dopo il Nighlok riattacca e questa volta i Ranger riescono a sconfiggerlo con il Blast Cannon.

## Il potere delle parole
- Titolo originale: Sticks and Stone
- Diretto da: Luke Robinson
- Scritto da: Jill Donnellan e David Schneider

### Trama
Durante gli allenamenti Emily colpisce accidentalmente Mike sul braccio. Nel frattempo il Nighlok Negatron attacca la città colpendo con insulti i cittadini; i Ranger intervengono ed Emily riesce a farlo scappare. Ritornati alla base Emily spiega ai Ranger che da piccola ignorava gli insulti che le venivano dati, su consiglio di sua sorella Serena. Negatron riattacca la città e i Ranger sono pronti, ma questa volta Emily con l'aiuto di Mike riesce a sconfiggerlo.

## Un pesce fuor d'acqua
- Titolo originale: A Fish Out of Water
- Diretto da: Peter Salmon
- Scritto da: David Schneider e James W. Bates

### Trama
Durante la colazione Ji avvisa i Ranger che è stato avvistato lo zord pescespada e Jayden manda Kevin a recuperalo. Nello stesso istante arriva un Nighlok, il quale sparge veleno sugli abitanti della città e sui Ranger (eccetto Kevin). Kevin, per catturare lo zord pescespada, incontra un pescatore che lo sostiene nella cattura e una volta catturato i Ranger riusciranno a eliminare il Nighlok.

## Il giorno delle spose
- Titolo originale: There Go the Brides
- Diretto da: Peter Salmon
- Scritto da: Jill Donnellan e Jonathan Rosenthal

### Trama
Dayu decide di rapire tutte le spose, ma i Ranger tentano di fermarla senza successo. Allora organizzano un finto matrimonio tra Jayden e Mia, la quale viene rapita come previsto; intanto anche Emily ha un suo piano. I Ranger, usando simboli speciali, si duplicano e vanno a un finto appuntamento organizzato da Dayu, ma i veri Ranger arrivano al nascondiglio di Dayu e Emily, che si era fatta rapire, esce allo scoperto e Dayu viene sconfitta.

## Sortilegio
- Titolo originale: I've Got a Spell on Blue
- Diretto da: Peter Salmon
- Scritto da: David Schneider e Jill Donnellan

## Il potere della foresta
- Titolo originale:
- Diretto da:
- Scritto da:

## Una prova per il Red Ranger
- Titolo originale:
- Diretto da:
- Scritto da:

## Il Ranger solitario
- Titolo originale:
- Diretto da:
- Scritto da:

## Un arrivo inaspettato
- Titolo originale:
- Diretto da:
- Scritto da:

## Una vecchia amicizia
- Titolo originale:
- Diretto da:
- Scritto da:

## Un vero samurai
- Titolo originale:
- Diretto da:
- Scritto da:

## Spirito di squadra
- Titolo originale:
- Diretto da:
- Scritto da:

## I Power Rangers in difficoltà
- Titolo originale:
- Diretto da:
- Scritto da:

## La scatola nera
- Titolo originale:
- Diretto da:
- Scritto da:

## Sogni infranti
- Titolo originale:
- Diretto da:
- Scritto da:

## Il duello finale
- Titolo originale:
- Diretto da:
- Scritto da:

## Le origini
- Titolo originale: Origins Part 1
- Diretto da: Peter Salmon
- Scritto da: Yasuko Kobayashi David Schneider & James W. Bates

### Trama
Secoli fa i mostri Nighlok invasero il Giappone, ma i guerrieri Samurai riuscirono a sconfiggerli grazie ai poteri dei simboli tramandati dai loro avi. Oggi i malvagi Nighlok sono tornati con il progetto di invadere la Terra. Fortunatamente c'è una nuova generazione di eroi pronta a combatterli: i Power Ranger Samurai.

## Nuove esperienze
- Titolo originale:
- Diretto da:
- Scritto da: